# Троїцьке (Митищинський міський округ)
Тро́їцьке (рос. Троицкое) — село у складі Митищинського міського округу Московської області, Росія.

## Населення
Населення — 136 осіб (2010; 81 у 2002).
Національний склад (станом на 2002 рік):
- росіяни — 100 %